# 小嶋真子
小嶋真子（日语：／ Kojima Mako */?，1997年5月30日—）是日本女藝人、設計師
，為女子偶像團體AKB48前成員，東京都出身，所屬經紀公司為Sun Music。2012年以AKB48十四期生身分出道。2019年5月12日自AKB48畢業。

## 經歷
2012年5月13日，於AKB48第14期研究生徵選最終審查中合格。7月9日，首次於劇場登場，在Team K 6th Stage「RESET」公演中作為前座女孩表演。8月19日，參與研究生「我的太陽」劇場公演，正式出道。
2013年6月5日，以AKB48研究生身份出演AKB48集團研究生演唱會「早推得勝」，並演唱了前AKB48成員小野惠令奈的獨唱曲《FIRST LOVE》。7月20日，於AKB48 2013盛夏的巨蛋巡迴〜還有許多 不得不做的事情〜福岡巨蛋場次上，宣布與西野未姬、冈田奈奈、SKE48的北川綾巴、NMB48的澀谷凪咲、HKT48的田島芽瑠以及朝長美櫻，組成AKB48首個研究生衍生組合。7月31日，該組合定名為「小瓢蟲Chu!」。8月24日，在AKB48 2013盛夏的巨蛋巡迴〜還有許多 不得不做的事情〜東京巨蛋場次上，獲宣布升格至Team 4。9月18日，出賽AKB48第34張單曲選拔猜拳大會，於三回戰時敗給NMB48的研究生鵜野瑞希，未能進入選拔。10月30日發售的AKB48第33張單曲《真心電流》的收錄曲《只給你的Chu!Chu!Chu!》以及《清純哲學》，小嶋均擔任Center。
2014年2月24日，於DiverCity東京舉辦的「AKB48集團大組閣祭」中，宣布所屬隊伍轉移至Team K。2月26日發行的AKB48第35張單曲《勇往直前》中，首度进入单曲選拔。6月7日，於「AKB48第37張單曲選拔總選舉」中獲得20,415票，得到第36位，首次進入圈內，並成為Next Girls一員。9月17日，於「AKB48 Group 猜拳大會2014」中發表入選為第38張單曲選拔成員。
2015年6月6日，於「AKB48第41張單曲選拔總選舉」中獲得25,117票，得到第26名，成為Under Girls的一員。
2016年6月18日，於「AKB48第45張單曲選拔總選舉」中，以33,524票獲得第19名，成為Under Girls的一員。
2017年1月27日，於個人SHOWROOM直播中宣布移籍經紀公司至Sun Music，並於4月1日正式移籍。6月17日，於「AKB48第49張單曲選拔總選舉」中以29,699票獲得第24名，成為Under Girls的一員。
2018年3月23日，宣布成為一般社團法人日本損害保險協會2018年度的「全國統一防火海報模特」。6月，開始以練習生身份參加南韓Mnet生存選拔實境節目《PRODUCE 48》，最終名次為第34位。6月16日，於「AKB48第53張單曲世界選拔總選舉」中以36,127票票獲得第19名，成為Under Girls的一員。
2019年1月12日，于Team K单独演唱会「Team K的K是什麼K」中宣布畢業。4月27日，於横濱球場舉行的「AKB48集團 春季LIVE祭典 in 横濱球場」（AKB48グループ 春のLIVEフェス in 橫浜スタジアム）中舉行畢業典禮。5月12日，於AKB48劇場舉行畢業公演，正式從AKB48畢業。畢業後將在時裝事業上發展，並於秋天成立服裝品牌「haluhiroine」（ハルヒロイン）。5月19日，開設個人YouTube頻道。5月25日，開設官方粉絲俱樂部「nicotto」。
2024年1月6日，宣布與演員木戶邑彌結婚。

## 人物
- Catch Phrase（自我介紹詞）。
- 為三姊妹中的次女，與姊姊相差三歲[39]。
- 參加AKB48徵選時，演唱的是aiko的《面对面》（向かいあわせ）[39]。
- 魅力點是甜美的笑容。座右銘是「當天的事當天做」。
- 憧憬的前輩是島崎遙香[40]。
- 與同期的冈田奈奈、西野未姬合稱為「14期三銃士」（14期三銃士），被視為AKB48新生代成員中的重點培育對象[41]。
- 關係好的成員是同期的岡田奈奈、西野未姬，15期的大和田南那，1期的峯岸南，還有13期的大島涼花。
- 2015年9月16日，在第六屆AKB48家族猜拳大會中，小嶋真子與同姓氏的小嶋陽菜在第一回合為猜拳對手，小嶋菜月也一同登場擔任小嶋真子的加油者，三人約定最後猜拳勝利者獨占「小嶋」此姓氏一週，其他兩人禁用，最後由小嶋陽菜勝出。為了履行賭注，小嶋真子與小嶋菜月兩人的官方及所有相關網站、個人社群帳號名稱、AKB48劇場照片等，即刻刪除姓氏，而成為平假名書寫的（真子）與（菜月）[42]。

## AKB48參加歌曲

### 單曲
|      | 發行日期       | 單曲名稱 | 參與歌曲名稱           | 分隊名義                | 收錄版本      | 備註               |
| ---- | -------------- | --- | ---------------------- | ----------------------- | ------------- | ------------------ |
| 28th | 2012年10月31日 | UZA | 朝向大人之路           | 研究生                  | 劇場盤        | Center             |
| 29th | 2012年12月05日 | 永遠的壓力 | 我們的Reason           |                         | 劇場盤        |                    |
| 30th | 2013年02月20日 | So long! | 強大的花               | 研究生                  | 劇場盤        | Center             |
| 31st | 2013年05月22日 | 再見自由式 | 玫瑰的果實             | Under Girls             | 全版本        |                    |
| 31st | 2013年05月22日 | 再見自由式 | LOVE修行               | 研究生                  | 劇場盤        |                    |
| 32nd | 2013年08月21日 | 戀愛的幸運餅乾 | 藍天咖啡廳             |                         | 劇場盤        | Center             |
| 33rd | 2013年10月30日 | 真心電流 | 清純哲學               | Team 4                  | Type-4        | Center             |
| 33rd | 2013年10月30日 | 真心電流 | 只給你的Chu!Chu!Chu!   | 小瓢蟲Chu!              | Type-B        | Center             |
| 34th | 2013年12月11日 | 倘若在梧桐樹的路上對你說「我夢見了你的微笑」 之後我們的關係會有什麼樣的變化呢、 我兀自持續想了好多天 最後有點難為情地得到了一個結論 | Party is over          | AKB48                   | Type-A        |                    |
| 34th | 2013年12月11日 | 倘若在梧桐樹的路上對你說「我夢見了你的微笑」 之後我們的關係會有什麼樣的變化呢、 我兀自持續想了好多天 最後有點難為情地得到了一個結論 | 选择了的彩虹           | 小瓢蟲Chu!              | 剧场盘        | Center             |
| 35th | 2014年02月26日 | 勇往直前 | 勇往直前               |                         | 全版本        | A面曲 初次進入選拔 |
| 36th | 2014年05月21日 | 拉布拉多獵犬 | 拉布拉多獵犬           |                         | 全版本        | A面曲              |
| 36th | 2014年05月21日 | 拉布拉多獵犬 | 心愛的對手             | Team K                  | Type-K        |                    |
| 37th | 2014年08月27日 | 心意告示牌 | 一個夏季的反抗期       | Next Girls              | Type-A        |                    |
| 37th | 2014年08月27日 | 心意告示牌 | 教教我吧Mommy          |                         | Type-D        |                    |
| 38th | 2014年11月26日 | 希望无限 | 希望无限               |                         | 全版本        | A面曲              |
| 38th | 2014年11月26日 | 希望无限 | 第一次兜风             | Team K                  | Type-B        |                    |
| 39th | 2015年03月4日  | Green Flash | Green Flash            |                         | 全版本        | A面曲              |
| 39th | 2015年03月4日  | Green Flash | 春光靠进的夏日         |                         | Type-A        |                    |
| 39th | 2015年03月4日  | Green Flash | 混混摇滚               |                         | Type-S        | Center             |
| 39th | 2015年03月4日  | Green Flash | 初恋的雄蕊             | 小瓢虫Chu! & 独角仙Chu! | 剧场盘        |                    |
| 40th | 2015年05月20日 | 我們不戰鬥 | 我們不戰鬥             |                         | 全版本        | A面曲              |
| 40th | 2015年05月20日 | 我們不戰鬥 | Summer side            | Selection 16            | 除Type-D      | Center             |
| 40th | 2015年05月20日 | 我們不戰鬥 | “男生”列入研究对象     | 小瓢虫Chu!              | Type-A        | Center             |
| 41st | 2015年08月26日 | Halloween Night | 再见冲浪板             | Under Girls             | Type A&B      |                    |
| 41st | 2015年08月26日 | Halloween Night | 一步目音头             |                         | Type-C        |                    |
| 41st | 2015年08月26日 | Halloween Night | 混混机关枪             |                         | Type-D        |                    |
| 42nd | 2015年12月09日 | 红唇Be My Baby | 你你你....             | 次世代选拔              | Type-A        |                    |
| 42nd | 2015年12月09日 | 红唇Be My Baby | 好像、有点、突然...    | Team 4                  | Type-D        | Center             |
| 43rd | 2016年03月9日  | 你就是旋律 | LALALA讯息             | 次世代选拔              | 全版本        |                    |
| 44th | 2016年06月01日 | 不需要翅膀 | 不需要翅膀             |                         | 全版本        | A面曲              |
| 44th | 2016年06月01日 | 不需要翅膀 | 沈思者                 | Team 4                  | Type-B        | Center             |
| 45th | 2016年08月31日 | LOVE TRIP/分享幸福 | 傳說的魚               | Under Girls             | 全版本        |                    |
| 46th | 2016年11月16日 | High Tension | High Tension           |                         | 全版本        | A面曲              |
| 46th | 2016年11月16日 | High Tension | 清纯疲劳               | 小瓢虫Chu!              | Type E        | Center             |
| 47th | 2017年03月15日 | Shoot Sign | Shoot Sign             |                         | 全版本        | A面曲              |
| 47th | 2017年03月15日 | Shoot Sign | 意外發生中             | AKB48 U-19選抜          | Type D Type E |                    |
| 47th | 2017年03月15日 | Shoot Sign | 你最愛的 是誰？        | 坂道AKB                 | Type E        |                    |
| 48th | 2017年05月31日 | 空有願望 | 空有願望               |                         | 全版本        | A面曲              |
| 48th | 2017年05月31日 | 空有願望 | 前兆                   |                         | Type A        |                    |
| 49th | 2017年08月30日 | #就是喜歡你 | 拖泥帶水的愛戀         | Under Girls             | 全版本        |                    |
| 50th | 2017年11月22日 | 11月的腳鏈 | 11月的腳鏈             |                         | 全版本        | A面曲              |
| 51st | 2018年03月14日 | Ja-Ba-Ja | Ja-Ba-Ja               |                         | 全版本        | A面曲              |
| 52nd | 2018年05月30日 | Teacher Teacher | Teacher Teacher        |                         | 全版本        | A面曲              |
| 52nd | 2018年05月30日 | Teacher Teacher | 末班電車之夜           | Team K                  | Type-B        |                    |
| 53rd | 2018年09月19日 | 感傷列車 | 涼鞋成就不了的愛情     | Under Girls             | 全版本        |                    |
| 54th | 2018年11月28日 | NO WAY MAN | 一下就被看穿真是对不起 | PRODUCE48选拔           | Type A        |                    |

### 專輯CD
|      | 發行日期       | 專輯名稱                     | 參與歌曲名稱    | 名義        | 收錄於          | 備註                                     |
| ---- | -------------- | ---------------------------- | --------------- | ----------- | --------------- | ---------------------------------------- |
| 05th | 2014年01月22日 | 未來軌跡                     | 團隊坡道        | Team 4      | Type-A          |                                          |
| 05th | 2014年01月22日 | 未來軌跡                     | 微笑捉迷藏      | 小瓢蟲Chu！ | Type-B          | Center                                   |
| 06th | 2015年01月21日 | 這裡是羅德斯島、在這裡跳吧！ | Conveyor        | Team K      | Type-A          |                                          |
| 06th | 2015年01月21日 | 這裡是羅德斯島、在這裡跳吧！ | 我們的意識形態  |             | Type-B          |                                          |
| 07th | 2015年11月18日 | 0與1之間                     | 哭訴時間        | Team 4      | MILLION SINGLES |                                          |
| 07th | 2015年11月18日 | 0與1之間                     | 小瓢蟲Chu!尋覓! | 小瓢蟲Chu!  | THEATER EDITION |                                          |
| 08th | 2017年01月25日 | 點時成菁                     | 那天的自己      |             | 全版本          |                                          |
| 08th | 2017年01月25日 | 點時成菁                     | 青澀的搖滾      |             | Type-B          |                                          |
| 09th | 2018年01月24日 | 那個黎明，我們都知道         | 眼泪的表面張力  |             | 除劇場盤        | 岡田奈奈、小嶋真子、高橋朱里、向井地美音 |

### 劇場公演UNIT曲
- Team K 6th Stage「RESET」
  - 檸檬的年紀（前座Girl）

- Team A 6th Stage「目擊者」
  - 迷你裙精靈（前座Girl）

- Team B 5th Stage「劇場的女神」
  - 愛情的捉迷藏（前座Girl）

- AKB48 研究生公演「我的太陽」
  - 不要叫我偶像
  - 我與朱麗葉與雲霄飛車
  - 向日葵

- AKB48 研究生公演「睡衣兜風」
  - 天使的尾巴
  - 鏡中的聖女貞德

- Team 4 2nd Stage「手牽手」公演
  - 帶我去溫布頓

## 演出

### 電視劇
- 女子高警察（日语：女子高警察）（2013年10月27日－2014年3月17日，富士電視台）-「小瓢蟲Chu!」主演電視連續劇[43][44]
- 馬路須加學園4（2015年1月19日－3月31日，日本電視台）：飾演 剃刀（カミソリ）[45]
- 馬路須加學園5（2015年8月25日－10月27日，日本電視台、Hulu）：飾演 剃刀（カミソリ）[46]
- AKB Love夜 戀工場（日语：AKBラブナイト 恋工場） 第13集《傳聞中的轉學生》（2016年6月2日，朝日電視台）：飾演 冬實（單篇主演）[47]
- 陪酒須加學園（2016年10月30日－2017年1月15日，日本電視台）：飾演 剃刀/烏賊[48][49]

### 電視節目
- 小瓢蟲Chu!的讓全世界都迷上宣言！（2014年4月15日－7月8日，日本電視台）
- ゲームズ・ボンド（2018年3月16日 －，朝日電視台）[50][51]
- PRODUCE 48（2018年6月－8月，韓國Mnet）

### 舞台劇
- AKB49～戀愛禁止條例～（2014年9月11日－9月19日，東京AiiA劇場（日语：アイアシアタートーキョー））：飾演 吉永寛子（女主角）[e][52]
- 馬路須加學園 〜京都・血風修學旅行〜（2015年5月14日－19日，東京AiiA劇場）：飾演 剃刀[53]
- 朗讀劇場「腎上腺素之夜」（2015年10月11日，Zepp Blue Theater六本木）[54]
- 馬路須加學園 〜Lost In The SuperMarket〜（2016年7月25日－8月5日，赤坂ACT劇場）：飾演 剃刀[55]
- 朗讀劇場「戀工場」（2016年9月22日，Bellesalle澀谷花園 C廳）[56]

### 廣播
- 我正在做！～星期四了～（日语：アッパレやってまーす!）（2014年4月17日－2018年4月5日，MBS電台）[57]
- Listen? 2-3（2016年3月度、2017年1月，文化放送）- 月替主持人[58][59]
- ゴチャ・まぜっ天国!（2018年4月5日－2020年4月23日，MBS電台）[60][61]

### 平面代言
- CYBIRD BFB Champions 2.0 ～Football Club Manager～ 應援者（2017年8月28日－）[62]
- 日本損害保險協會 2018年度 全國統一防火海報模特（2018年4月1日－2019年3月31日）[63]

### 電視廣告
- 香港東海堂「東海堂 真夏の果実」（2014年7月－）- 與小嶋陽菜共演[64]
- M・A・C（英语：Make-up Art Cosmetics） × the Press POWDER KISS LIPSTICK コラボムービー「EVENING kiss マンダリン オー」（2018年10月11日－）[65]

### 活動
- Social Apartment by the Press（2018年10月6日－8日，hotel koe tokyo）[66][67]
- KCON 2019 JAPAN KCON GIRLS（2019年5月19日，幕張展覽館）- 主持[68]
- KOBE COLLECTION 2021 ___TRIP！（2021年11月27日，大丸神戶店橫區・三宮中央通・花道路）- 來賓[69][70]

## 註解
1. ↑  與西野未姬共同擔任center。
2. 1 2  與大和田南那共同擔任center。
3. ↑  與川本紗矢共同擔任center。
4. ↑  與岡田奈奈共同擔任center。
5. ↑  與大和田南那為雙重角色。

## 外部連結
- 小嶋真子官方網站（日語）
- Sun Music個人介紹頁 （页面存档备份，存于）（日語）
- AKB48個人介紹頁（日語）
- 小嶋真子的X（前Twitter）（2016年7月5日－）（日語）
- 小嶋真子的Instagram帳戶（2016年9月17日－）（日語）
- 小嶋真子 官方755 （页面存档备份，存于）（日語）
- YouTube上的まこちゃんねる/makochannel頻道（日語）
- 小嶋 真子 - PRESS（日語）
- 小嶋真子的Ameba部落格（日語）
- 小嶋真子的TikTok（日語）
- 小嶋真子的Google+（日語）

個人品牌相關
- HALUHIROINE（2025年5月結束營運）（日語）
  - HALUHIROINE的X（前Twitter）（日語）
  - HALUHIROINE的Instagram帳戶（日語）